# O-Toluidin
o-Toluidin (systematický název 2-methylanilin) je organická sloučenina, aminovaný derivát toluenu. Jedná se o nejvýznamnější látku ze skupiny toluidinů, monoaromatických uhlovodíků, které mají na benzenové jádro navázanou jednu aminovou a jednu methylovou skupinu. V čisté podobě se jedná o bezbarvou kapalinu, běžně prodávané vzorky jsou často nažloutlé. Používá se na výrobu herbicidů metolachloru a acetochloru.

## Výroba a reakce
o-Toluidin se vyrábí nitrací toluenu, při které vniká směs nitrotoluenů, přičemž mezi produkty převažuje o-izomer. Z této směsi se destilací oddělí 2-nitrotoluen, který je následně hydrogenován na o-toluidin.
Přeměnu o-toluidinu na diazoniovou sůl lze použít k získání 2-brom, 2-kyano- a 2-chlortoluenu. Byla také popsána N-acetylace.

## Metabolismus

### Absorpce, distribuce a vylučování

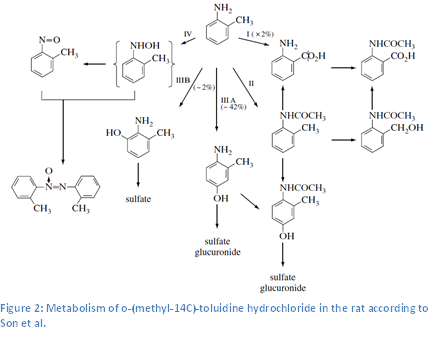
Metabolismus o-(methyl-^{14}C)-toluidinhydrochloridu u krys

o-Toluidin se do těla může dostat vdechnutím nebo přes kůži. Byla pozorována absorpce této látky trávicí soustavou. Většina o-toluidinu se vylučuje močí, přičemž z toho až třetina v nezměněné podobě. Hlavním metabolitem je 4-amino-m-krezol a v menším množství se tvoří také N-acetyl-4-amino-m-krezol, azoxytoluen, o-nitrosotoluen, N-acetyl-o-toluidin, N-acetyl-o-aminobenzylalkohol, kyselina anthranilová, kyselina N-acetyl-anthranilová, 2-amino-m-krezol a p-hydroxy-o-toluidin. Nejčastější konjugáty jsou ty se síranovými ionty, jež se vytvářejí v přibližně šestkrát větším množství než glukuronidové. Metabolismus o-toluidinu se skládá z řady aktivačních i deaktivačních procesů, jako jsou N-acetylace, N-oxidace a N-hydroxylace, oxidace cyklu. U krys jsou nejvýznamnějšími způsoby metabolizace 4-hydroxylace a N-acetylace. Primární metabolismus o-toluidinu probíhá v endoplazmatickém retikulu. Vystavení organismu o-toluidinu vede ke zvýšení mikrozomální aktivitu arylhydroxylázy, NADPH—cytochrom-c2 reduktázy a množství cytochromu P-450. BV játrech probíhá cytochromem P450 řízená N-hydroxylace na N-hydroxy-o-toluidin, který je karcinogenní. N-Hydroxy-o-toluidin může být metabolizován na o-nitrosotoluen i konjugován s kyselinou glukuronovou i sírany krví se dostat do močového měchýře. kde dochází k uvolnění N-hydroxy-o-toluidinu v kyselém prostředí a ten může přímo reagovat s DNA nebo být aktivován sulfatací či acetylací cytozolovými sulfotransferázami nebo N-acetyltransferázami (hlavně NAT1). Předpokládaná aktivní forma, N-acetoxy-o-toluidin, je reaktivní ester. který vytváří elektrofilní arylnitreniové ionty, jež se mohou vázat DNA. Dalšími způsoby aktivace jsou peroxidační reakce vedoucí ke vzniku reaktivních metabolitů (chinoniminů vznikajících z nekonjugovaných fenolových metabolitů). Tyto metabolity mohou vytvářet reaktivní formy kyslíku, což vede k oxidativnímu poškození buněk. Tento mechanismus podporují pozorování o-toluidinem způsobených poškození DNA u uměle pěstovaných buněk lidského močového měchýře a buněk krys a myší vystavených in vivo o-toluidinu.

### Vazba na hemoglobin
Metabolity o-toluidinu se u krys vážou na hemoglobin; příslušným metabolitem je pravděpodobně o-nitrosotoluen, který je pro krysy karcinogenní. Nitrosotoluen přeměňuje hemoglobin na methemoglobin, čímž způsobuje methemoglobinémii. Byly nalezeny důkazy o tom, že podobně je o-toluidin metabolizován i u člověka.

### Karcinogenita
I když mechanismus karcinogenity o-toluidinu není zcela popsán, tak z dostupných dat vyplývá, že je složitý a skládá se z několika dílčích procesů, jako je metabolická aktivace vedoucí k vazbě reaktivních metabolitů na DNA a bílkoviny, mutagenita, oxidativní poškozování DNA a cytotoxicita.